# Ceratopsy (rodzina)
Ceratopsy (Ceratopsidae) – rodzina dinozaurów z infrarzędu ceratopsów (Ceratopsia).

## Klasyfikacja i taksonomia
- Rząd dinozaury ptasiomiedniczne (Ornithischia)
  - Podrząd cerapody (Cerapoda)
    - Infrarząd ceratopsy (Ceratopsia)
      - Rodzina CERATOPSY (Ceratopsidae)
        - Podrodzina Centrozaury (Centrosaurinae)
          - Brachyceratops - (Montana, USA & Alberta, Kanada)
          - Diabloceratops (Utah)
          - Machairoceratops[1]
          - Menefeeceratops (Nowy Meksyk, USA)[2]
          - Sinoceratops (prowincja Szantung, Chiny)
          - Wendiceratops[3]
          - Xenoceratops[4]
          - Yehuecauhceratops (Coahuila, Meksyk)[5]
          - Nasutoceratopsini[6]
            -  ?Awaceratops - (Montana, USA)
            - Crittendenceratops (Arizona, USA)[7]
            - Furcatoceratops (Montana, USA)[8]
            - Nasutoceratops (Utah, USA)

          - Albertaceratopsini[9]
            - Albertaceratops - (Alberta, Kanada & Montana, USA)
            - Lokiceratops - (Montana, USA)[9]
            - Medusaceratops[10] (Montana, USA)

          - Eucentrosaura[10]
            - Centrosaurini[11][6]
              - Centrozaur - (Alberta, Kanada)
              - Coronosaurus[4]
              - Rubeosaurus[3][1][6][10] (Montana, USA)
              - Spinops[12]
              - Styrakozaur - (Alberta, Kanada)
              - Monoklonius - (Montana, USA & Alberta, Kanada)

            - Pachyrhinosaurini[13]
              - Achelozaur - (Montana, USA)
              - Einiozaur - (Montana, USA)
              - Pachyrinozaur - (Alberta, Kanada & Alaska, USA)

        - Podrodzina Ceratopsinae (syn. Chasmosaurinae)
          - Agujaceratops[14]
          - Agataumas - (Wyoming, USA)
          - Anchiceratops[14]
          - Arrhinoceratops[14]
          - Bisticeratops (Nowy Meksyk, USA)[15]
          - Bravoceratops[16]
          - Ceratopspotrzebne źródło
          - Chasmosaurus[14]
          - Coahuilaceratops[14]
          - Judiceratops[17]
          - Kosmoceratops[14]
          - Mercuriceratops[18]
          - Mojoceratops[14]
          - Navajoceratops[19]
          - Pentaceratops[14]
          - Sierraceratops (Nowy Meksyk, USA)[20]

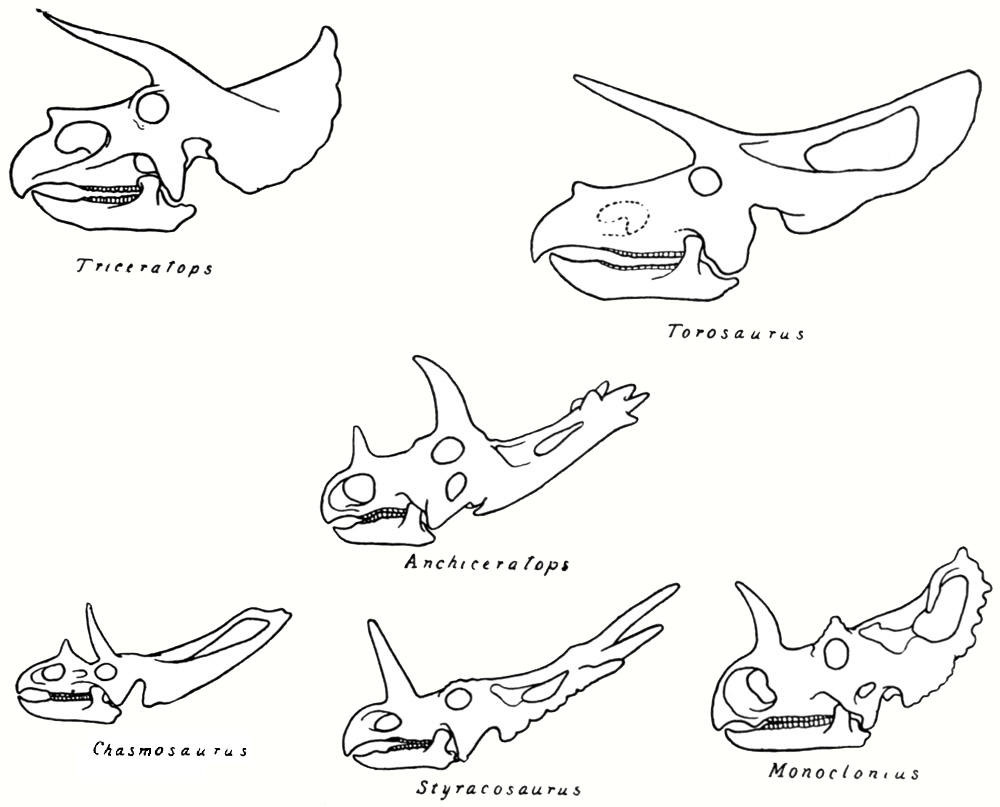
Rysunki czaszek przedstawicieli rodziny Ceratopsidae

          - Spiclypeus[21]
          - Tatankaceratops[22]
          - Terminocavus[19]
          - Utahceratops[14]
          - Vagaceratops[14]
          - klad Triceratopsini:[22]
            - Eotriceratops[22]
            - Nedoceratops[14]
            - Ojoceratops[14]
            - Regaliceratops[23]
            - Titanoceratops[22]
            - Torosaurus[22]
            - Triceratops[22]